# Rugby 7 en los Juegos del Sudeste Asiático
El rugby 7 es una de las tantas disciplinas de los Juegos del Sudeste Asiático.
Se jugó por primera vez en Juegos del Sudeste Asiático de 2007, en la XXIV edición de los Juegos.
El torneo se disputa en formato femenino y masculino desde su edición inicial.

## Historial

### Torneo Masculino
| Evento                 | Oro       | Plata     | Bronce    |
| ---------------------- | --------- | --------- | --------- |
| Nakhon Ratchasima 2007 | Tailandia | Filipinas | Singapur  |
| Singapur 2015          | Filipinas | Malasia   | Singapur  |
| Kuala Lumpur 2017      | Malasia   | Singapur  | Tailandia |
| Mablacat 2019          | Tailandia | Filipinas | Malasia   |

#### Medallero
| Núm. | País      | Oro | Plata | Bronce | Total |
| ---- | --------- | --- | ----- | ------ | ----- |
| 1    | Tailandia | 2   | 0     | 1      | 3     |
| 2    | Filipinas | 1   | 2     | 0      | 3     |
| 3    | Malasia   | 1   | 1     | 1      | 3     |
| 4    | Singapur  | 0   | 1     | 2      | 3     |
|      | TOTAL     | 4   | 4     | 4      | 12    |

Nota: El torneo de los Juegos del Sudeste Asiático 2019 es el último considerado

### Torneo Femenino
| Evento                 | Oro       | Plata     | Bronce    |
| ---------------------- | --------- | --------- | --------- |
| Nakhon Ratchasima 2007 | Tailandia | Singapur  | Laos      |
| Singapur 2015          | Tailandia | Singapur  | Filipinas |
| Kuala Lumpur 2017      | Tailandia | Singapur  | Malasia   |
| Mablacat 2019          | Tailandia | Filipinas | Singapur  |

#### Medallero
| Núm. | País      | Oro | Plata | Bronce | Total |
| ---- | --------- | --- | ----- | ------ | ----- |
| 1    | Tailandia | 4   | 0     | 0      | 4     |
| 2    | Singapur  | 0   | 3     | 1      | 4     |
| 3    | Filipinas | 0   | 1     | 1      | 2     |
| 4    | Laos      | 0   | 0     | 1      | 1     |
| 5    | Malasia   | 0   | 0     | 1      | 1     |
|      | TOTAL     | 4   | 4     | 4      | 12    |

Nota: El torneo de los Juegos del Sudeste Asiático 2019 es el último considerado.